# 알리 슐리만
알리 슐리만(Ali Suliman, 1977년 10월 10일 ~ )은 팔레스타인의 연극 배우, 영화배우, 영화 프로듀서이다.
이스라엘의 나사렛에서 태어났다.

## 방송
- 톰 클랜시의 잭 라이언

## 영화
- 여기가 천국 (2019년)
- 하모니아 (2016년)
- 노래로 쏘아 올린 기적 (2015년) - 사이드 역
- 플라잉 홈 (2014년)
- 댄싱 아랍 (2014년)
- 마르스 엣 선라이즈 (2014년)
- 에브리웨어 벗 히어 (2013년)
- 론 서바이버 (2013년) - 굴랍 역
- 언더 더 쌔임 썬 (2012년)
- 제이툰 (2012년)
- 디 어택 (2012년) - 아민 자파리 역
- 인헤리턴스 (2012년)
- 두 낫 포겟 미 이스탄불 (2011년)
- 라스트 프라이데이 (2011년)
- 팔레스타인 (2009년)
- 석류와 향료 (2008년)
- 바디 오브 라이즈 (2008년) - 오마르 사디키 역
- 레몬 트리 (2008년) - 살마의 변호사, 지아드 역
- 킹덤 (2007년) - 헤이담 경사 역
- 천국을 향하여 (2005년) - 할레드 역